# Powerline Communication
Powerline Communication (PLC) oder kurz Powerline bezeichnet eine Datenübertragungstechnik, welche elektrische Leitungen im Niederspannungsnetz nutzt. Hauptanwendungsbereich ist der Aufbau eines lokalen Netzwerks als Alternative zu einer dedizierten strukturierten Verkabelung für Ethernet. Einen weiteren wesentlichen Anwendungsbereich stellt die Datenübertragung der Elektrizitätsversorgungsunternehmen dar, um intelligente Zähler zur nächsten lokalen Transformatorenstation zu verbinden und so beispielsweise eine Fernauslesung der Stromzähler zu realisieren, ohne dafür zusätzliche Infrastruktur wie etwa ein Mobilfunknetz zu verwenden.
Im Gegensatz zu der historisch schon seit der Frühzeit der Elektrifizierung eingesetzten Rundsteuertechnik ist die Powerline Communication immer bidirektional, kann also Daten in beide Richtungen übertragen, und nutzt zur Datenübertragung komplexe digitale Übertragungsverfahren wie das orthogonale Frequenzmultiplexverfahren (OFDM) und Frequenzbereiche von 8 kHz bis einige MHz. Die klassische Rundsteuertechnik hingegen ist technologisch und konzeptuell bedingt unidirektional, kann also nur Daten vom Netzbetreiber zu speziellen Rundsteuerempfängern wie Tarifschaltgeräten übertragen, ein Rückkanal fehlt. Dafür sind die Modulationsverfahren bei der Rundsteuertechnik vergleichsweise sehr einfach gestaltet, wie beispielsweise Amplitudenumtastung (ASK) bei Trägerfrequenzen unter 2 kHz; sie weist zudem lediglich sehr niedrige Bitraten von üblicherweise unter 10 Bit/s auf.

## Allgemeines
Je nach Anwendungsbereich, und um gegenseitige Störungen und Beeinflussungen zu minimieren, werden für die Powerline Communication (PLC) unterschiedliche Frequenzbereiche genutzt bzw. regulatorisch vorgegeben. Die zwei Hauptanwendungsbereiche sind die Anbindung von intelligenten Stromzähler (Smart-Meter) der Elektrizitätsversorgungsunternehmen (EVU), dafür sind grob die Frequenzbereiche von 9 KHz bis 1 MHz vorgesehen. Die meist privat genutzten Anwendungen zum Aufbau eines Local Area Network (LAN) über das Stromnetz nutzen hingegen und im Regelfall Frequenzbereiche über 1 MHz und erlauben so auch höhere Datenübertragungsraten.

### PLC-Datenübertragung bei intelligenten Stromzählern
Für die PLC-Übertragungen der Smart-Meter sind im Niederspannungsnetz seit 2011 für Netzbetreiber bestimmte Frequenzbereiche reserviert. Das ist insbesondere der Bereich von 9 kHz bis 95 kHz (CENELEC Frequenzband A) und 98 kHz bis 122 kHz (CENELEC Frequenzband B) welcher primär bei Elektrizitätsversorgungsunternehmen in Europa zur Anwendung kommt. Darüber hinaus kommen unter anderem in Nordamerika, Japan und anderen Regionen wie auch bei manchen EVUs in Europa höhere Frequenzbereiche von 155 kHz bis 487 kHz im sogenannten G3-PLC Band zu Datenübertragung bei Smart-Metern zu Anwendung. Zur Datenmodulation wird generell das orthogonale Frequenzmultiplexverfahren (OFDM) verwendet, welches es den Netzbetreibern erlaubt bestimmte Frequenzbereiche nicht zu verwenden, beispielsweise um elektromagnetische Störungen beim Rundfunkempfang oder von Zeitsignalen wie der DCF77 im Versorgungsgebiet des Stromversorgungsunternehmens zu minimieren. Der Rahmen dazu ist herstellerübergreifend in der Empfehlung G.9903 von der ITU-T festgelegt.

### PLC-Datenübertragung für private LANs
Die Geräte dazu werden von manchen Herstellern auch als PowerLAN bezeichnet. Typisch ist, dass die vorhandene elektrische Leitungen im Niederspannungsnetz zum Aufbau eines lokalen Netzwerks zur Datenübertragung nutzt, so dass keine zusätzliche Verkabelung notwendig ist.
Erstmals in Erscheinung trat die Technik im Jahre 1984. Damals wurde sie „Power Line Network“ (PLN) bezeichnet und verwendete die damals gängige serielle RS-232 Schnittstelle. Später wurde sie durch RJ45 (Ethernet) abgelöst, dies ist bis heute (2024) gängig.
Mit Stand 2019 gibt es in diesem Sektor drei weltweit dominierende Standards:
- IEEE-1901-FFT, hervorgegangen aus dem Herstellerstandard HomePlug AV, verwendet als Modulation OFDM mit schneller Fourier-Transformation,
- IEEE-1901-wavelet, hervorgegangen aus dem Herstellerstandard HD-PLC, insbesondere in Asien verbreitet, verwendet als Modulation OFDM auf Basis von Wavelets,
- ITU G.hn, ein herstellerunabhängig geschaffener Standard, verwendet als Modulation ebenfalls OFDM mit schneller Fourier-Transformation.

IEEE-1901-FFT und IEEE-1901-wavelet verwenden ein sehr ähnliches MAC-Rahmenformat, das mit einem Beacon eingeleitet wird, und unterscheiden sich im Wesentlichen durch die eingesetzte Modulation sowie die QoS-Abstufungen (4 vs. 8). ITU G.hn hingegen verwendet zwar weitgehend die gleichen Modulationsverfahren wie IEEE-1901-FFT, hat aber ein MAC-Rahmenformat, das ohne Beacon auskommt, und verwendet stattdessen eine im jeweils vorangehenden Rahmen mitgeteilte Map (Abbildung), in der der Aufbau des folgenden Mac-Rahmens allen Empfangsstationen mitgeteilt wird. Die drei Standards sind daher zueinander inkompatibel und können untereinander keine Daten austauschen. Dies ist für die Anwender von Power-Netzwerkadaptern insbesondere dann verwirrend, wenn ein Hersteller Geräte mit unterschiedlichen Standards anbietet, die zwar äußerlich ein ähnliches Design haben, aber dennoch nicht zueinander kompatibel sind, wie etwa die Geräte der Reihe dLAN von Devolo, die auf IEEE-1901-FFT basieren, und die Geräte der Reihe MAGIC 2 desselben Herstellers, die auf ITU G.hn basieren.
Über Adapter nach dem Homeplug- bzw. IEEE-1901-FFT-Standard lassen sich Daten mit maximal 2000 Mbit/s mit einer Reichweite von bis zu 300 m übertragen, über Adapter nach den ITU-G.hn-Standard hingegen 2400 MBit/s brutto mit einer Reichweite von bis zu 500 m.
Im Folgenden sind die Details und Geräte aus dem Bereich der PLC-Datenübertragung in privaten LANs dargestellt.

## Funktionsweise

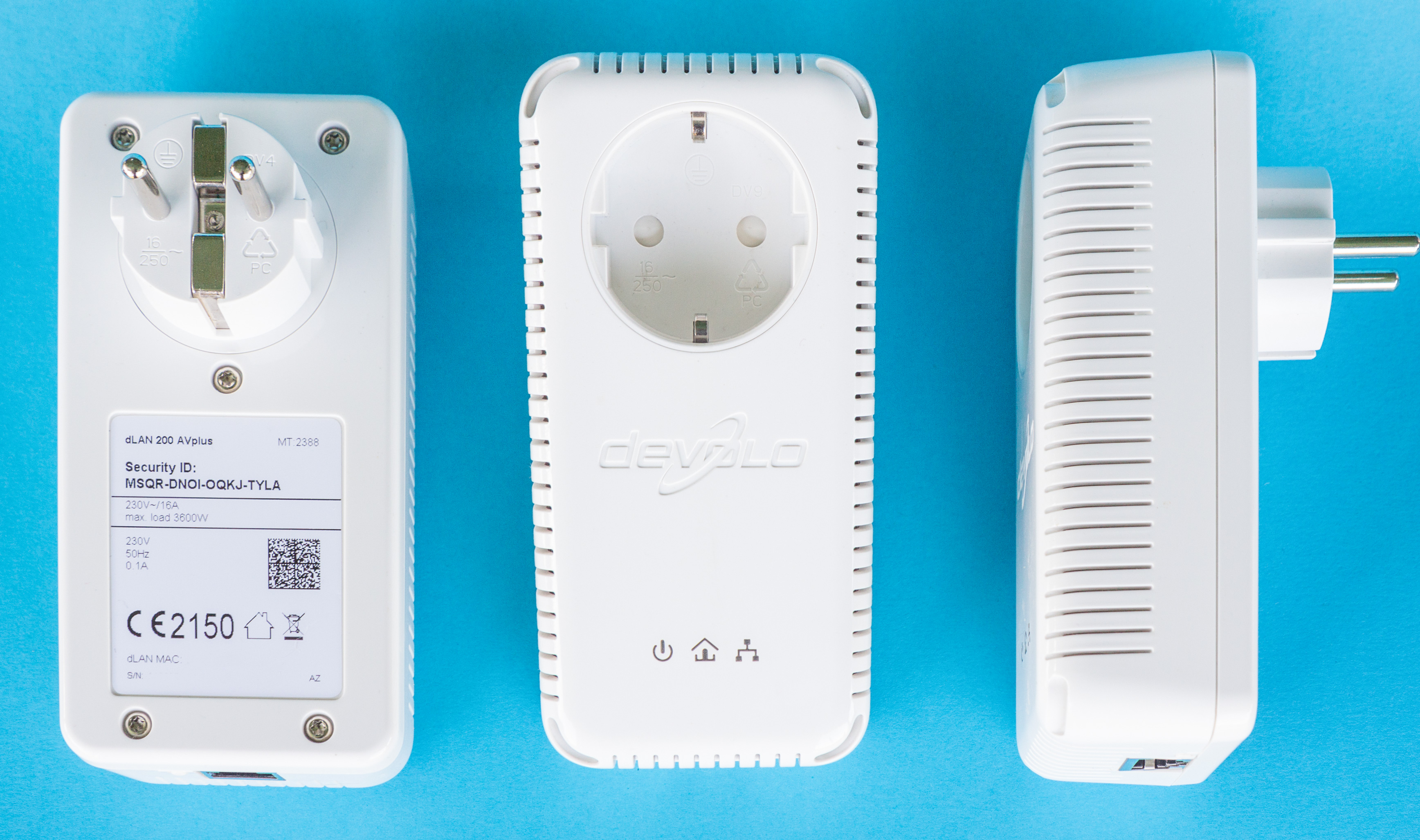
dLAN 200 AVplus-Adapter von devolo mit Steckdosendurchschleifung und bis zu 200 Mbit/s Übertragungsrate

Technisch gesehen handelt es sich beim PowerLAN um eine Trägerfrequenzanlage, die über Adapter realisiert wird. Diese werden in eine Steckdose gesteckt und über eine eingebaute Ethernet-Schnittstelle mit einem Endgerät (z. B. einem PC, Drucker oder einer Spielekonsole) verbunden. Das Datensignal des angeschlossenen Endgeräts wird vom sendenden Adapter im Hochfrequenzbereich, in der Regel zwischen 2 MHz und 68 MHz, auf die Stromleitung moduliert und vom empfangenden Adapter wieder demoduliert. Aus der Sicht des Stromnetzes sind Powerlan-Signale Störungen, welche bei korrekter Installation innerhalb der Toleranzgrenzen bei der elektromagnetischen Verträglichkeit liegen und für die Stromversorgung ohne Auswirkung sind.
Beim PowerLAN werden die in einem Haushalt vorhandenen elektrischen Leitungen mit 230 V Spannung sowie 50 Hz oder 60 Hz zusätzlich zur Übertragung von Daten benutzt. Mit Hilfe des bereits bei anderen Übertragungsverfahren (z. B. xDSL oder WLAN) eingesetzten Orthogonal Frequency-Division Multiplexing (OFDM) wird dazu auf der Sendeseite jeweils eine Vielzahl an Signalen gleichzeitig auf eine Trägerfrequenz phasen- und amplitudenmoduliert (Frequenzmultiplexverfahren). Das je nach Übertragungsstandard zur Verfügung stehende Frequenzspektrum wird dabei in Kanäle aufgeteilt, um die Störanfälligkeit zu verringern bzw. entsprechende Gegenmaßnahmen (Fehlerkorrektur- und Interleavingverfahren) zu ermöglichen. Die aufmodulierten Daten werden dann über die Stromleitung zum Empfänger gesendet und dort werden die Trägerfrequenzen per Bandpass wieder vom Stromnetz getrennt und demoduliert.
Die vor allem im privaten Bereich weit verbreiteten Geräte nach dem Homeplug-Standard erzielen typische Brutto-Übertragungsraten von 14 Mbit/s (Homeplug), 85 Mbit/s (Homeplug Turbo), 200 Mbit/s (Homeplug AV), 600 Mbit/s (IEEE 1901) und 1200 Mbit/s. Die maximale Reichweite von Homeplug-Adaptern auf Stromleitungen beträgt 300 Meter. Die Standards Homeplug AV (200 Mbit/s) und IEEE 1901 (600 Mbit/s) sind zueinander kompatibel.
Die genutzten Niederspannungsnetze sind oft Drehstromnetze mit drei Außenleitern, Neutralleiter und Schutzleiter, wobei die Außenleiter (Phasen) in der Regel auf verschiedene Bereiche innerhalb von Wohneinheiten verteilt sind. PowerLAN nutzt das Adernpaar Phase/Neutralleiter und neuerdings auch den Schutzleiter. Abhängig von weiteren Faktoren, wie Leitungslänge, Dämpfung und ggf. Störquellen, sind die per PowerLAN auf die Stromleitung aufmodulierten Daten mindestens an Stromkreisen dieser Phase innerhalb der Wohneinheit verfügbar. Da die Übertragung jedoch im hochfrequenten Bereich erfolgt, kommt es u. a. durch parallel verlegte Leitungen zum Übersprechen, wodurch die Signale auch in anderen Leitern zur Verfügung stehen. Damit einher geht eine Dämpfung der Signalstärke, die sich in einer reduzierten Reichweite sowie einer geringeren Übertragungsbandbreite niederschlägt. Für eine gewollte, möglichst ungedämpfte Signalüberbrückung zwischen zwei Stromkreisen lassen sich Phasenkoppler einsetzen.

## Hardware
Technisch realisiert wird die Übertragung mit Hilfe von Adaptern, die einerseits mit dem Stromnetz und andererseits über einen eingebauten Ethernet-Anschluss mit einem zu vernetzenden Endgerät (z. B. einem PC, einem Drucker, einer Spielekonsole oder einer Webcam) verbunden werden. Es gibt unterschiedliche Bauformen nach verschiedenen PowerLAN-Standards von diversen Herstellern, beispielsweise als Zwischenstecker oder in Kombination mit einem WLAN-Access-Point. Für den professionellen Einsatz werden auch leistungsfähigere Geräte angeboten, die Übertragungsmöglichkeiten über weitere Medien (z. B. Koax- oder Twisted-Pair-Leitungen) sowie Funktionen für die Datenpriorisierung und Hierarchische Netzwerktopologien zur Verfügung stellen.
PowerLAN-Bridges können hierbei nur dann kommunizieren, wenn sie sich auf demselben Außenleiter befinden. Um die Kommunikation über unterschiedliche Außenleiter zu ermöglichen, existieren auch PowerLAN-Hubs, die z. B. auf einer Tragschiene in einem Gruppenverteiler befestigt werden. Darüber hinaus gibt es auch Phasenkoppler, welche die Außenleiter für die Trägersignale verbinden. Seit geraumer Zeit sind auch Powerline-Adapter mit integriertem Power over Ethernet (PoE)  am Markt zu finden, die dann die dahintergeschalteten PoE-Endgeräte mit Daten und Strom über das Powerline-Trägersignal ansteuern.

## Netzwerktopologien
PowerLAN-Netzwerke im privaten Bereich weisen üblicherweise eine Peer-to-Peer-Netzwerktopologie auf, d. h., jeder Adapter kommuniziert gleichberechtigt mit jedem anderen, ohne besondere Hierarchisierung. Um die Datenübertragung besser steuern und die Bandbreitenverteilung optimieren zu können, weisen einige PowerLAN-Standards mittlerweile einem bestimmten Adapter die Rolle eines Central Coordinators (CCo) zu. Dieser synchronisiert den Datenverkehr und teilt die zur Verfügung stehende Gesamtbandbreite dynamisch unter allen Teilnehmern im Netzwerk auf.
PowerLAN-Modems für den professionellen Einsatz unterstützen häufig auch eine Master-Slave-Netzwerkarchitektur. Dabei steuert ein Adapter (Master) den gesamten Datenverkehr der mit ihm verbundenen Stationen (Slaves). Vorteil dieser Topologie ist die Kapselung der einzelnen mit den Slave-Adaptern verbundenen Endgeräte (Peer-to-Peer-Isolation). So wird verhindert, dass Dritte ungewollt Zugang zu diesen erhalten, z. B. bei Vernetzung eines Hotels über Koax- und Stromleitungen.

## Besonderheiten

### Störeinflüsse
Aufgrund der hochfrequenten Übertragung können von einem PowerLAN Störungen anderer Dienste im selben Frequenzband ausgehen, denen Hersteller entsprechender Adapter mit Anpassungen der Sendeleistung begegnen.
Durch die Funktionsweise eines PowerLAN-Netzwerks als Trägerfrequenzanlage wirken die Leiter wie Antennen, die das hochfrequente Signal abstrahlen. Prinzipiell kann es daher im jeweiligen Frequenzband zu Störungen von Funkdiensten, wie beispielsweise Taxifunk, Amateurfunk oder Kurzwellenrundfunk kommen. Im privaten Bereich bestehen PowerLANs häufig aus nur wenigen (< 10) Teilnehmern, mit einer gesamten Reichweite von unter 300 Metern. Daher sind die Signalpegel moderner Adapter sehr klein (deutlich geringer als beispielsweise ein Mobiltelefon, in einem WLAN oder bei Bluetooth). Darüber hinaus wird mit Hilfe von Kerbfiltern die Sendeleistung in PowerLANs in bestimmten Frequenzbereichen reduziert oder vollständig unterdrückt, um die Beeinflussung anderer bekannter Dienste zu vermeiden. Damit PowerLAN-Adapter in der Europäischen Union verkauft und betrieben werden dürfen, müssen sie auch CE-konform sein.
Darüber hinaus arbeiten die gängigen PowerLAN-Verfahren – wie auch VDSL2 – im HF-Bereich. Wird die PowerLAN-Anlage daher (wie häufig anzutreffen) in unmittelbarer Nähe zum DSL-Modem betrieben, kann dies Abbrüche der DSL-Verbindung zur Folge haben.

### Dämpfungseffekte und Störbeeinflussung
Im Unterschied zur Vernetzung über das weit verbreitete Ethernet, wo der Datendurchsatz innerhalb der pro Segment maximalen Leitungslänge von 100 Metern konstant hoch bleibt, hängt die maximale Sendeleistung im PowerLAN von Dämpfungseffekten und von Störeinflüssen ab, die Reichweite und Übertragungsleistung negativ beeinflussen können. Die Dämpfung des Signals geschieht über die Länge der zur Datenübertragung verwendeten Stromleitung, die Anzahl der im PowerLAN vorhandenen Adapter sowie über Komponenten oder Bauteile auf dem Weg vom Sender zum Empfänger. Dazu zählen Kabelverbindungen (z. B. Verteilerdosen), Schalter in Mehrfachsteckdosen, Überspannungsschutzfilter, vor allem aber Fehlerstromschutzschalter und Stromzähler. Eine höhere Dämpfung führt zu einer geringeren zur Verfügung stehenden Bandbreite für die Datenübertragung. Eine zu hohe Dämpfung kann verhindern, dass PowerLAN-Adapter überhaupt Daten miteinander austauschen können.
Darüber hinaus kann es von außen durch bestimmte Komponenten oder Geräte zu Störeinflüssen auf ein PowerLAN kommen, z. B. durch Dimmer, Vorschaltgeräte bzw. Netzteile, Bohrmaschinen, Staubsauger etc. Zwar setzen moderne Adapter Verfahren zur Fehlerkorrektur ein, um solchen Störeinflüssen zu begegnen, jedoch leidet der Datendurchsatz in diesen Fällen dennoch.

### Datensicherheit im Betrieb
Innerhalb der maximalen Sendereichweite eines PowerLAN werden die auf die Leitungen aufmodulierten Daten frei im Stromnetz verteilt, d. h., sie können an jeder Steckdose mit Hilfe eines entsprechenden Adapters empfangen werden. Wegen des beschriebenen Übersprechens bzw. der Kopplung mehrerer Phasen ist außerhalb der eigenen Wohnung das Sendesignal noch empfangbar, so dass ggf. unbefugte Dritte Zugriff auf das eigene Netzwerk erhalten könnten. Dieses Problem gibt es auch mit drahtlosen Netzwerken (WLANs, bei denen die Daten über Funk innerhalb der Sendereichweite allgemein empfangbar sind).
Um den Zugang zu einem PowerLAN zu beschränken und das unerwünschte Mithören der übertragenen Daten zu verhindern, lassen sich diese mit einem Kennwort verschlüsseln. Nur Adapter mit dem gleichen Kennwort können dann noch miteinander kommunizieren. Ein PowerLAN muss dazu einmalig entsprechend eingerichtet werden. Während bei älteren Adaptern das DESpro-Verfahren zur Datenverschlüsselung zum Einsatz kam, bedienen sich modernere Modems fortgeschrittenerer Kryptosysteme, wie beispielsweise AES mit 128 Bit.

### Theoretische und effektive Übertragungsraten
Die theoretische Datenübertragungsrate eines Netzwerks wird in der Praxis selten erreicht. Dies hängt zunächst von der Anzahl der Teilnehmer und der Menge der gleichzeitig von diesen übertragenen Daten ab, d. h., die Gesamtbandbreite wird zwischen allen Geräten im Netz aufgeteilt. Je nach Übertragungsverfahren und -medium gibt es jedoch noch weitere Parameter, die dafür verantwortlich gemacht werden können, wie beispielsweise Kodierungs- und Fehlerkorrekturverfahren, aber auch eine eventuelle Abhängigkeit von der Sendeleistung sowie eventuelle Störeinflüsse. So lässt sich selbst bei modernen WLAN-Übertragungsverfahren in der Praxis ein deutlich geringerer Nettodurchsatz beobachten. Die folgende Tabelle zeigt die verschiedenen theoretischen Datenübertragungsraten im Vergleich zu den tatsächlich realisierbaren Durchsatzraten:
| Verfahren              | Bruttodurchsatz [Mbit/s] | Nettodurchsatz [Mbit/s]        |
| ---------------------- | ------------------------ | ------------------------------ |
| Fast Ethernet          | 0100                     | 094,93 (Datenrate über TCP/IP) |
| Homeplug Turbo         | 0085                     | 034                            |
| Homeplug AV            | 0200                     | 090                            |
| Homeplug AV/IEEE 1901  | 0600                     | 260                            |
| Homeplug AV2/IEEE 1901 | 1200                     | 350                            |

## Standardisierung und Kompatibilität
Da bisher keine offizielle Standardisierung der Verfahren zur Datenübertragung über das Niederspannungsnetz erfolgt ist, haben sich über die Zeit mehrere proprietäre, herstellergetriebene Konzepte herausgebildet, die teilweise zueinander inkompatibel sind: ITU G.hn (Nachfolger von DS2 vom gleichnamigen spanischen Hersteller), IEEE 1901 (Zusammenschluss von Panasonic AV und Homeplug). In Privathaushalten ist vor allem Homeplug (AV)/IEEE 1901 weit verbreitet.
| Verfahren              | Link-Rate [Mbit/s] | Frequenzbereich [MHz] |
| ---------------------- | ------------------ | --------------------- |
| Homeplug               | 14                 | 4–20                  |
| Homeplug Turbo         | 85                 | 4–20                  |
| Homeplug AV            | 200                | 2–30                  |
| DS2 AV                 | 200                | 2–30                  |
| Homeplug AV/IEEE 1901  | 600                | 2–68                  |
| Homeplug AV2/IEEE 1901 | 1500               | 30–68                 |

Eine Arbeitsgruppe des IEEE befasst sich seit mehreren Jahren mit der Standardisierung von PowerLAN. Nach einigen Rückschlägen wurde im Oktober 2007 ein Vorschlag in Form eines kombinierten Panasonic-/Homeplug-Konzepts gemacht, der im Dezember 2008 angenommen wurde. Im Februar 2009 wurden technische Untergruppen gebildet und mit den Tests begonnen. Im Juli 2009 wurde eine erste Entwurfsfassung der Norm IEEE P1901 vorgestellt, die im Januar 2010 veröffentlicht wurde. Nachdem im Verlauf des Jahres 2010 weitere Verfeinerungen erfolgt waren, wurde der neue Standard am 30. September 2010 angenommen und endgültig am 30. Dezember 2010 veröffentlicht. Produkte nach dem Standard sind seit Anfang 2011 auf dem Markt verfügbar. Diese sind zum HomePlug-AV-Standard kompatibel und bieten eine theoretische Verbindungsrate von 500 MBit/s. Seit Januar 2012 gibt es HomePlug AV 2 als weiteren Standard. Ähnlich wie der G.hn-Standard setzt dieser auch auf die MIMO-Technik, verspricht, zumindest theoretisch, 1,5 Gbit/s und ist mit Home Plug AV/IEEE 1901 kompatibel.
Parallel zum IEEE-Standard entwickelte die Internationale Fernmeldeunion (ITU) einen eigenen Standard mit dem Namen G.hn. Dieser berücksichtigt die Datenübertragung über konventionelle, bereits vorhandene Strom-, Telefon-, Netzwerk- und Kabelfernsehleitungen mit einer Geschwindigkeit von bis zu 1 GBit/s. Dieses Verfahren wird auch als „Homegrid-Standard“ bezeichnet. Der Standardisierungsprozess ist im Juni 2010 abgeschlossen worden. Chips, die nach diesem Standard arbeiten, sind bereits verfügbar. Kommerziell verfügbare Produkte mit G.hn-Standard hat der Hersteller Devolo auf der Internationalen Funkausstellung 2018 unter dem Markennamen Magic vorgestellt.